# ۲۶ سگ بزرگ
۲۶ سگ بزرگ یک ستاره است که در صورت فلکی سگ بزرگ قرار دارد.